# Felip Maria Visconti

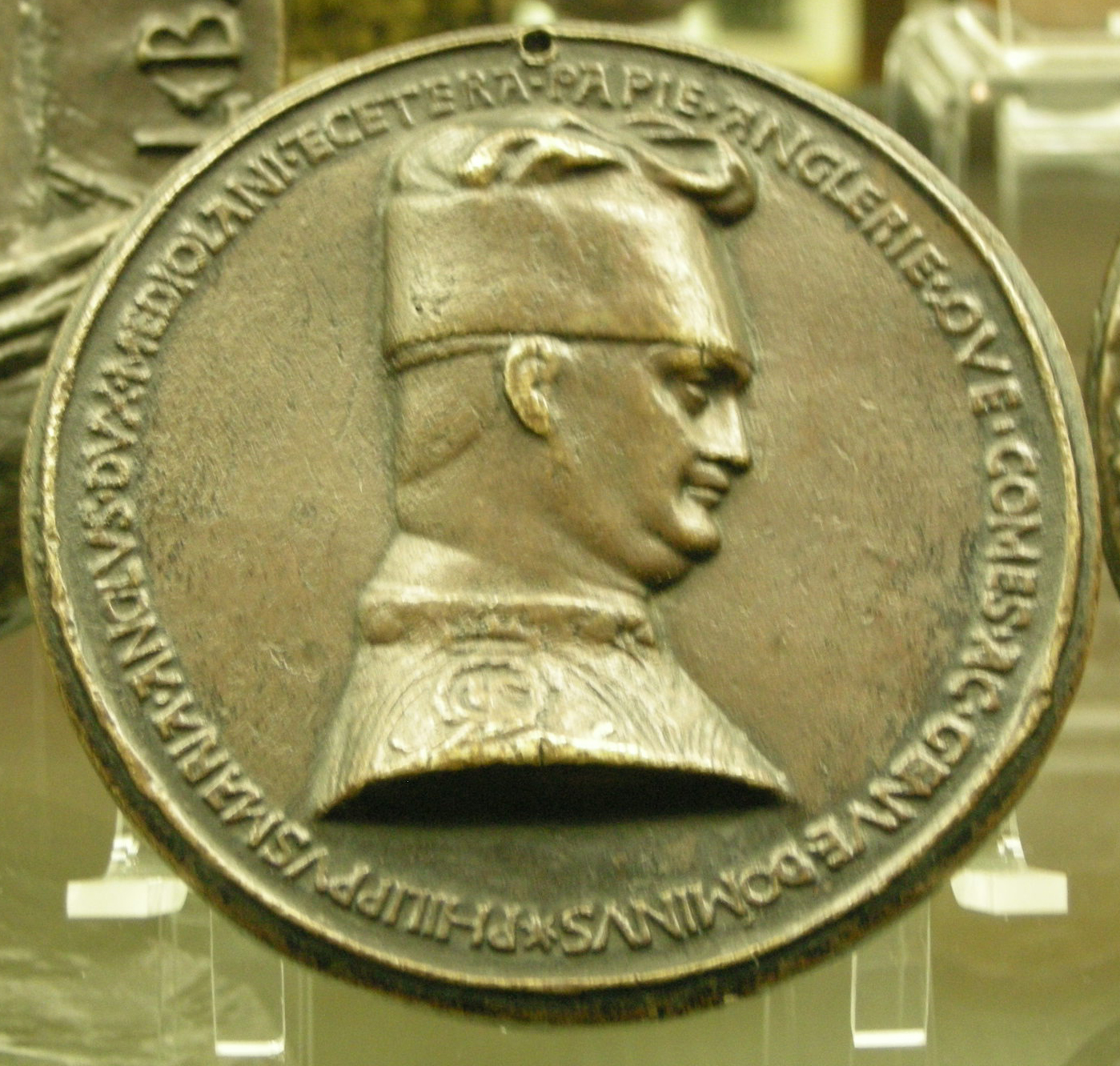
Filippo Maria Visconti en una medalla de Pisanello

Felip Maria Visconti (en italià: Filippo Maria Visconti) (Milà, Senyoriu de Milà 1392 - íd. 1447) fou el comte de Pavia entre 1402 i 1412 i 3r Duc de Milà entre 1412 i 1447.

## Orígens familiars
Va néixer el 23 de setembre de 1392 a la ciutat de Milà sent el segon fill de Joan Galeàs Visconti i la seva segona esposa, Caterina Visconti. Fou net per línia paterna de Galeàs II Visconti i Blanca de Savoia, i per línia materna de Bernabé Visconti i Beatriu della Scala. Fou, així mateix, germà de Joan Maria Visconti.

## Ascens al poder
A la mort del seu pare, ocorreguda el 1402, el seu germà Joan Maria fou nomenat duc de Milà, si bé patí la regència de la seva mare fins al 1404, alhora que Felip Maria fou nomenat comte de Pavia. Durant aquest govern es van formar en el ducat diversos grups de poder, dels quals un dels més importants fou l'encapçalat per Facino Cane. Aquestes faccions van provocar la rivalitat entre el jove duc i la regent, provocant la reclosió de Caterina al castell de Monza, on morí poc després.
La feble salut de Felip Maria des del seu naixement provocà el seu retir a Pavia, ciutat en la qual restà sota la tutela de Castellino Beccaria i Marziano da Tortona i d'on estigué aïllat de totes les intrigues de palau. El 1412, però, Joan Maria fou assassinat a les portes de l'església de Sant Gotard de Milà, sent nomenat successor Felip Maria per part de Facino Cane des del seu llit de mort.

### Govern
Felip Maria Visconti, de personalitat turbulenta i supersticiosa, va donar mostres d'una notable capacitat política. Des del seu ascens va tractar de reformar la ciutat de Milà, empresa per a la qual necessitava una gran quantitat de recursos econòmics. Aquests els va trobar en la seva futura esposa, Beatriu de Tende, de 42 anys, vídua i hereva de Facino Cane. Quan la seva dona va donar mostres d'un excessiu interès en els assumptes de govern no va dubtar en tancar-la, fent-la decapitar el 1418 al castell de Binasco. Per a tractar de donar una justificació a la seva acció la va acusar prèviament d'adulteri.
Va aconseguir la capitulació de la República de Gènova el novembre de 1421 després de la victòria de l'estol català de Romeu de Corbera a la batalla de la Foç Pisana.
L'expansió transalpina de l'Antiga Confederació Suïssa va començar amb l'adquisició de la Levantina el 1403. El 1419, els cantons suïssos d'Uri i Unterwalden van comprar la ciutat fortificada de Bellinzona a la Casa de Sax, però sense poder defensar-la adequadament van rebutjar una proposta milanesa de comprar-la el 1422 i una força milanesa comandada per Francesco Bussone da Carmagnola va atacar i derrotar la guarnició suïssa i va ocupar la ciutat, i l'intent suís de recuperar-la va suposar la derrota suïssa a la batalla d'Arbedo el 1422.

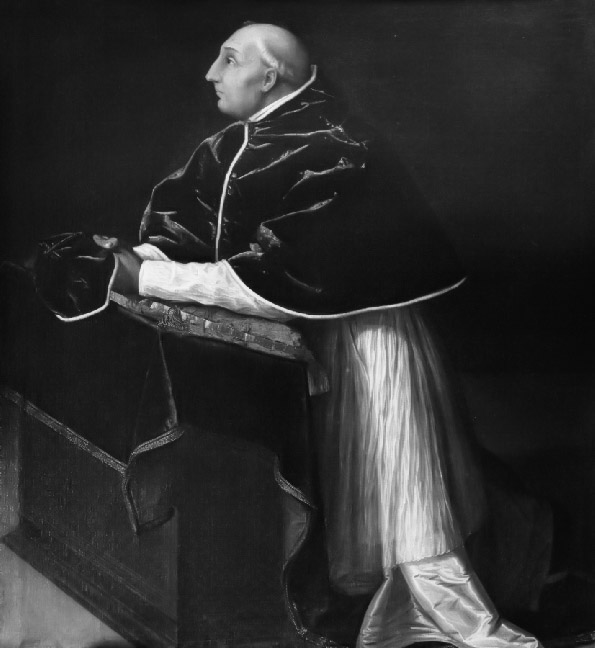
Imatge del papa Martí V

A la mort de Jordi Ordelaffi, senyor de Forlì, va ser nomenat successor del seu fill Teobald Ordelaffi. Aquesta circumstància va ser aprofitada pel Visconti per intentar la conquesta de la Romanya el 1423. Es van iniciar així les Guerres de Llombardia, una lluita amb la ciutat de Florència i la República de Venècia, decidides a aturar les ambicions milaneses. Després d'un llarg setge i de la destrucció de la flota ducal que duia aliments a la ciutat, els venecians van aconseguir conquistar Brèscia. Felip Maria, sense l'ajuda demanda de l'emperador Segimon I del Sacre Imperi Romanogermànic, es va veure obligat a acceptar una pau proposada pel papa Martí V el 1426, en el qual les seves ambicionades pretensions territorials quedaven anul·lades.
Els milanesos no van acceptar de bon grat aquesta pau, ni tampoc l'emperador, el que va servir d'excusa al Visconti per reiniciar les hostilitats, que van acabar amb el desastre de Maclodio. Una nova pau signada a Ferrara, amb la mediació de Niccolò III d'Este, va dur al Ducat de Milà a perdre Brèscia i Bèrgam. Així mateix, i per inestabilitzar més les coses, fou nomenat papa un venecià, Eugeni IV i, per tant, hostil als Visconti. El 1426 Ottolino Zoppo va pactar la pau entre el ducat de Milà i la Confederació Suïssa recuperant la frontera al pas del Sant Gotard.

#### Segona guerra de Llombardia
La pau de 1426 aviat fou infringida per Felip Maria Visconti a instàncies del rei dels romans Segimon I i a la primavera de 1427 l'exèrcit milanès va tornar a assetjar Brescia. Els milanesos tingueren un èxit inicial en prendre Casalmaggiore. Niccolò Piccinino al servei de Visconti derrotà a Francesco Bussone da Carmagnola al servei de Venècia, al maig de 1427 a la batalla de Gottolengo i es va dirigir a prendre Cremona. Carmagnola reconquistà Casalmaggiore al juliol, i això ho aprofità Orlando Pallavicino, senyor de diversos castells prop de Parma, per rebel·lar-se contra els Visconti, mentre que Amadeu VIII de Savoia i el marqués Joan Jaume de Montferrat envaïen Llombardia per l'est. Mentrestant, la flota veneciana havia capturat diversos pobles al llarg del curs del Po i també havia arribat a prop de Cremona, on havia aconseguit sorprendre Pasino degli Eustachi, capturant quatre galions Visconti i obligant la resta a retirar-se. Els vaixells venecians van avançar fins a la desembocadura del Ticino i després van haver de retirar-se de nou a Cremona, ja que les ribes d'aquella zona estaven guarnides per l'enemic, i després de patir nombroses baixes a la batalla de Cremona es va veure obligat a tornar a Milà per fer front a la invasió de Savoia i Montferrat a Novara. Carmagnola es va retirar de Cremona, perseguit per Francesc Sforza, que va reconquerir el castell de Binanuova però pocs dies després, el castell va ser capturat de nou pels venecians, com també el port fluvial de Casalmaggiore. Felip Maria Visconti va fer la pau amb Amadeu de Savoia acceptant la cessió de la província de Vercelli i casar-se amb la filla gran d'Amadeu, Maria de Savoia, si bé no s'arribà a concretar mai degut al deteriorament de la seva salut. La derrota milanesa a la batala de Maclodio a l'octubre de 1427 i l'estancament de la situació per a Felip Maria Visconti, feu que signara la pau a Ferrara, l'abril de 1428. Un governador venecià s'establí a Bèrgam en 1428 i Cremona en 1429 i es reconegué la possessió de Brescia i el seu comtat per a Venècia. Els florentins recuperaren les fortificacions que havien perdut.

## Núpcies i descendents
Es casà el 1412 amb Beatriu de Tende, vídua de Facino Cane. D'aquesta unió no tingueren fills.
Es casà, en segones núpcies, el 2 de desembre de 1427 amb Maria de Savoia, filla del duc Amadeu VIII de Savoia i Maria de Borgonya. D'aquesta unió tampoc tingueren fills.
El 1425 va tenir una filla natural, Blanca Maria Visconti, la seva única descendent, fruit de les relacions amb una cortesana anomenada Agnès del Maino.

## La qüestió successòria
Amb la llarga agonia, i posterior mort, de Felip Maria Visconti sense descendència masculina es va obrir un problema successori en el qual es van veure immerses diverses cases governants de la península Itàlica, així com altres potències emergents europees, destacant els aragonesos, amb el seu pretendent Alfons d'Aragó i els francesos, que aspiraven a situar en el Ducat de Milà a Carles d'Orleans.
En 1435, durant la Conquesta del Regne de Nàpols, Alfons el Magnànim fou vençut per una flota genovesa i fet presoner junt amb els infants Joan i Enric i bona part de la noblesa catalanoraragonesa en la Batalla naval de Ponça enviats Felip Maria Visconti. Es va demanar un rescat de 30.000 ducats, la reina Maria de Castella va convocar les Corts de Montsó per obtenir fons per alliberar-los. La reina mare, Elionor d'Alburquerque, va morir de pena per l'empresonament dels seus fills poc després de saber la notícia. El Magnànim i el duc de Milà van acordar el suport mutu pel Tractat de Milà, en la demanda del tro de Nàpols el primer, i en la disputa contra els Sforza i el Papat del segon, i el Magnànim fou alliberat en octubre. El canvi d'aliances va provocar una revolta a Gènova encapçalada per Francesco Spinola que va alliberar la ciutat del domini de Visconti.
Amb una salut mental dèbil, l'any 1446 va encarregar a una junta de teòlegs que intentessin descobrir els plans de futur del ducat, observant un acostament a la seva filla Blanca Maria i al seu marit, Francesc I Sforza.
Finalment Felip Maria morí a la ciutat de Milà el 13 d'agost de 1447, poc després de tenir els venecians a les portes de Milà després de la derrota de Francesco Piccinino, Luigi dal Verme i Carlo Gonzaga a la batalla de Brianza i sense un hereu clar, s'establí la República Ambrosiana.